# Sobieszów
Sobieszów (Duits: Hermsdorf) is een stadsdeel van de stad Jelenia Góra (Hirschberg) in het Poolse woiwodschap Neder-Silezië aan de voet van het Reuzengebergte. Aan de rand van Sobieszów, op een hoogte van 627 meter ligt de ruïne van Kasteel Chojnik uit de 12e eeuw.

## Geschiedenis
In 1305 werd voor het eerst melding gemaakt van een plaatsje genaamd "Hermanni villa" en in 1369 kwam het plaatsje - inmiddels "Hermsdorf" genaamd - in eigendom van de adellijke familie von Schaffgotsch, tot aan het einde van de Tweede Wereldoorlog. In 1945 kwam Hermsdorf onder Pools bestuur en werd omgedoopt tot Sobieszów. De Duitse bevolking werd verdreven naar het Duitse grondgebied ten westen van de rivieren Oder en Neisse. Sobieszów kreeg in 1962 stadsrechten en is sinds 1976 een stadsdeel van Jelenia Góra.

## Foto's

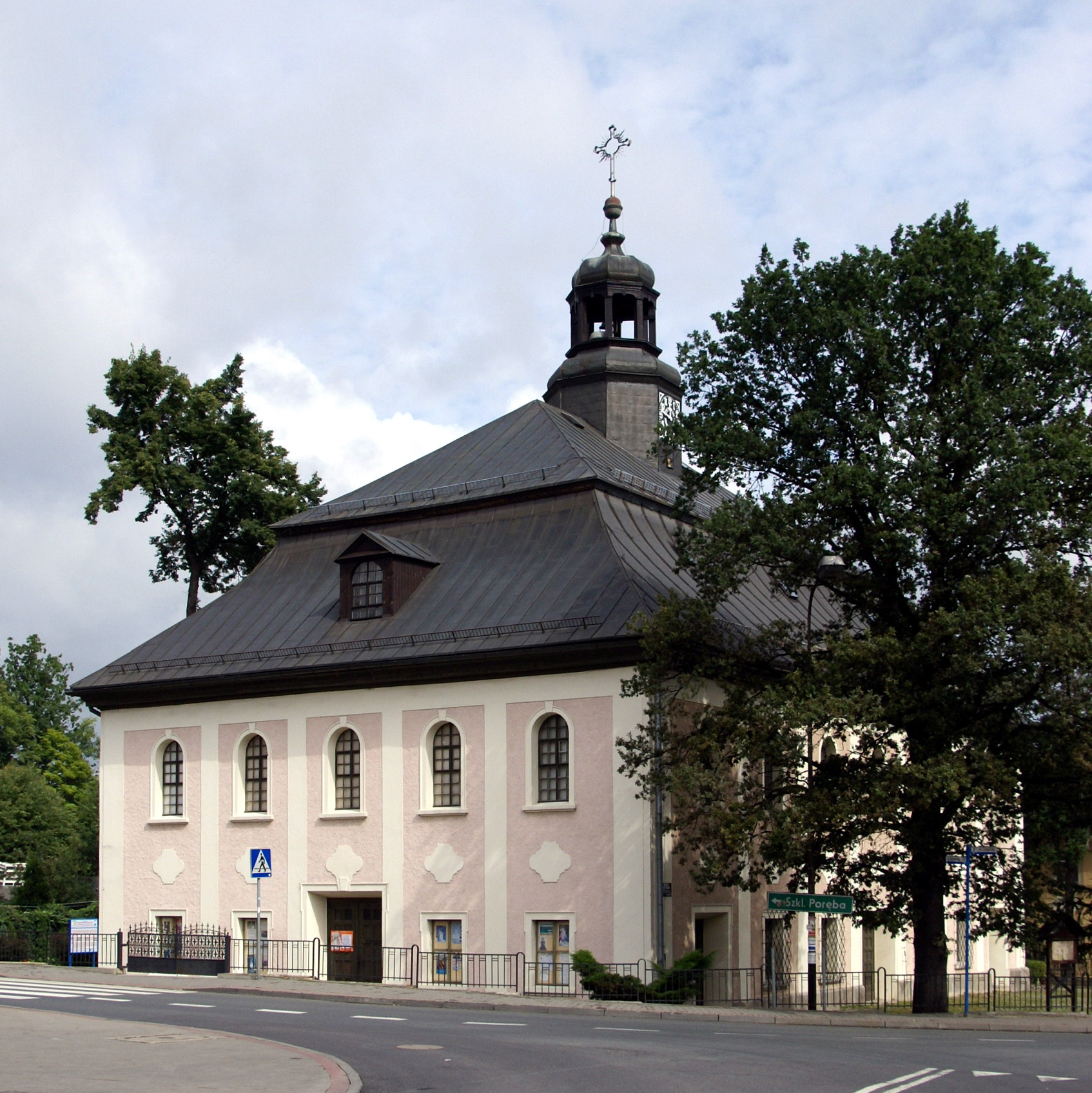
Kerk in Sobieszów.
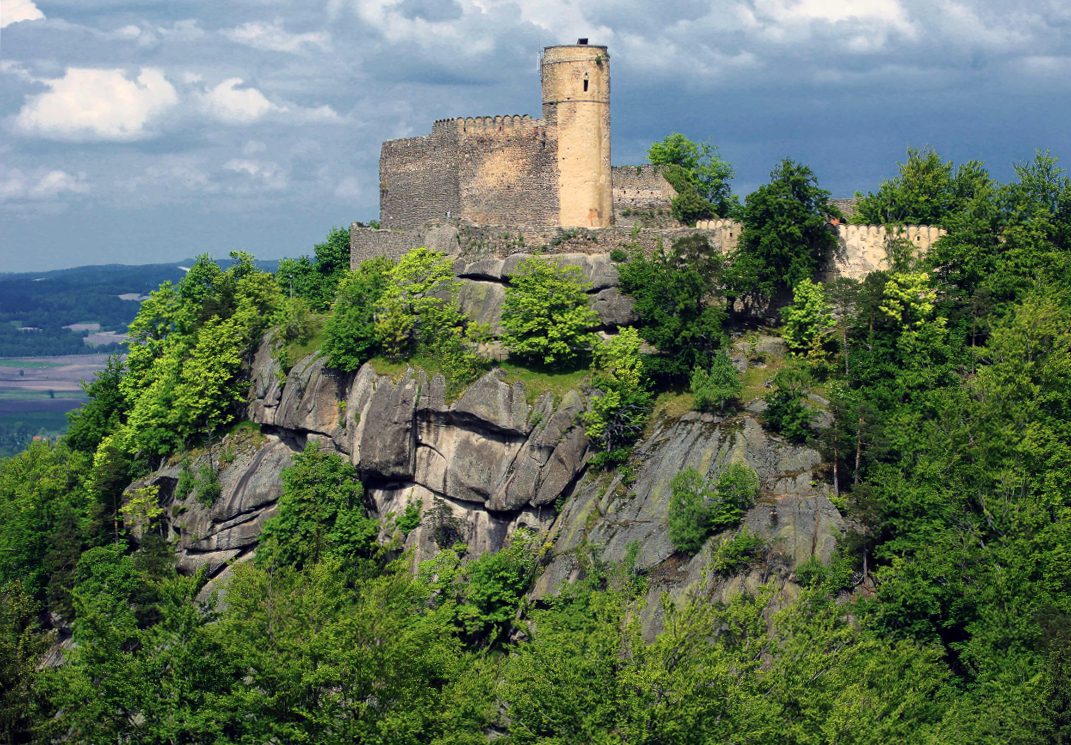
Kasteel Chojnik
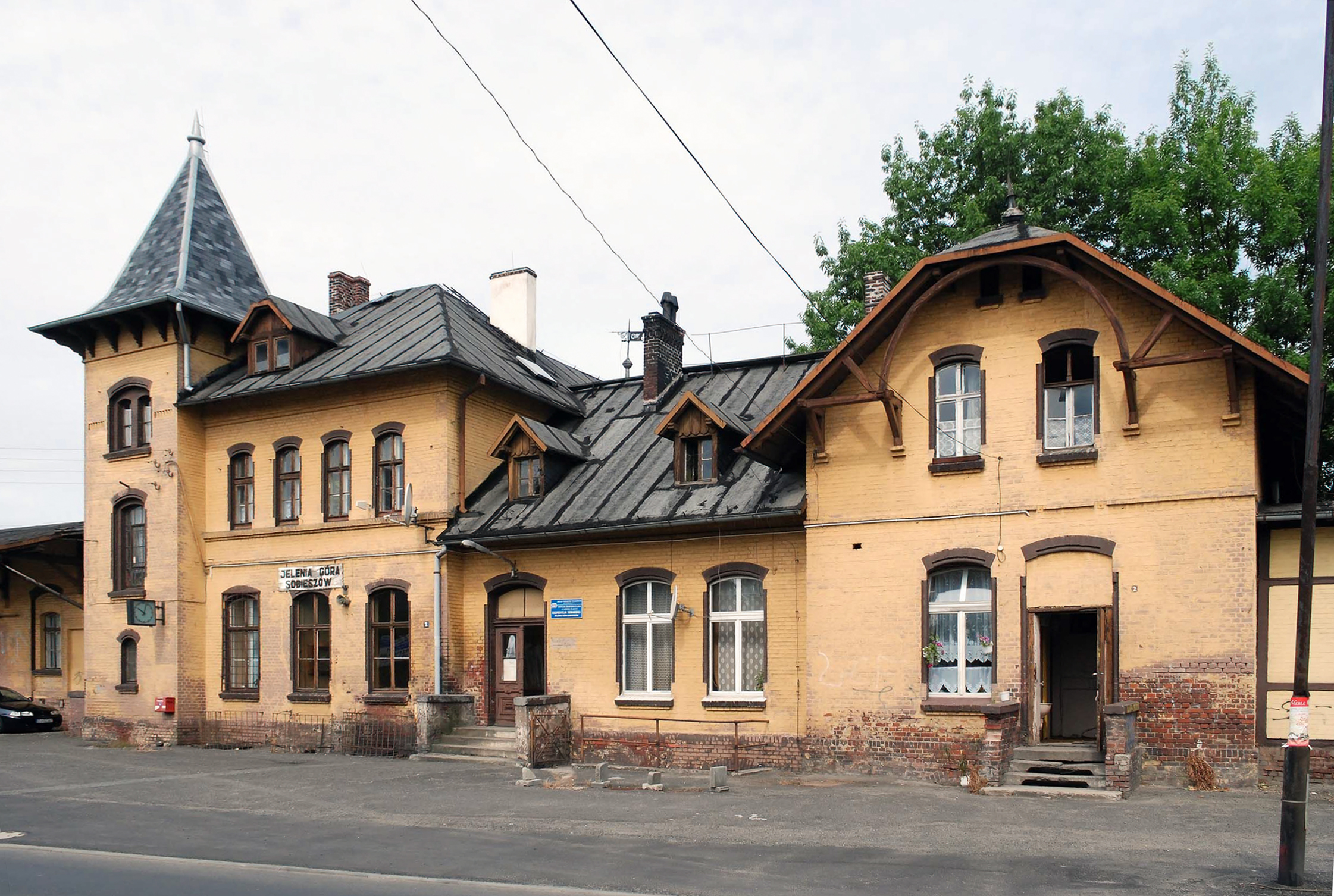
Station Sobieszów

## Verkeer en vervoer
- Station Jelenia Góra Sobieszów